# دستور العلماء
دستور العلماء أو جامع العلوم في اصطلاحات الفنون كتاب لعبد رب النبي بن عبد رب الرسول الأحمد نكري في التعريفات على موزع على أربعة أجزاء يتناول الفقه واللغة والأدب والشعر والطب والصيدلة والتاريخ والأصول والسنة والطرفة والحكاية والفلك والفضاء والنجوم والفلسفة والأبراج.